# 荒川淳彦
荒川 淳彦（あらかわ あつひこ、1952年 - ）は、テレビドラマのデザイナー。月9ドラマを中心とした舞台美術を手掛ける。

## 略歴
2013年、フジテレビ美術制作局美術センターを定年退職。

## 主なセットデザイナー作品

### テレビドラマ

#### フリー時代
- あまえないでヨ!（1987年）
- ダウンタウン探偵組（1988年、ABC）
- 熱っぽいの!（1988年）
- 追いかけたいの!（1988年）
- ヘイ!あがり一丁（1989年）

#### フジテレビ時代
- 抱きしめたい!（1988年）
- 結婚してシマッタ!（1989年）
- 君の瞳に恋してる!（1989年）
- ハートに火をつけて!（1989年）
- 街（1989〜91年）
- おしえてあげたい!（1989年、TBS）
- 同・級・生（1989年）
- 愛しあってるかい!（1989年）
- 子供、ほしいね（1990年）
- 世にも奇妙な物語（1990〜92年）
- ウッチャンナンチャンのコンビニエンス物語（1990年、テレビ東京）
- 恋のパラダイス（1990年）
- パパ!かっこつかないゼ（1990年）
- ヒットパレード90's（1990年）
- 東京ラブストーリー（1991年）
- 学校へ行こう!（1991年）
- ヴァンサンカン・結婚（1991年）
- 逢いたい時にあなたはいない…（1991年）
- 愛という名のもとに（1992年）
- さよならをもう一度（1993年）
- お願いダーリン!（1993年）
- ひとつ屋根の下（1993年）
- あすなろ白書（1993年）
- 夏子の酒（1993年）
- 陽のあたる場所（1994年）
- 17才-at seventeen-（1994年）
- 君といた夏（1994年）
- 妹よ（1994年）
- 29歳のクリスマス（1994年）
- 恋人よ（1995年）
- 白線流し（1996年）
- ロングバケーション（1996年）
- ナースのお仕事（1996年）
- 僕が僕であるために（1997年）
- バージンロード（1997年）
- ビーチボーイズ（1997年）
- ボーイハント（1998年）
- じんべえ（1998年）
- 天使のお仕事（1999年）
- 彼女たちの時代（1999年）
- OUT〜妻たちの犯罪〜（1999年）
- モナリザの微笑（2000年）
- 天気予報の恋人（2000年）
- 涙をふいて（2000年）
- HERO（2001年,2014年）
- ラブ・レボリューション（2001年）
- ファイティングガール（2001年）
- マリア（2001年、TBS）
- 水曜日の情事（2001年）
- 初体験（2002年）
- ビッグマネー!〜浮世の沙汰は株しだい〜（2002年）
- 恋愛偏差値（2002年）
- 天才柳沢教授の生活（2002年）
- 顔（2003年）
- 海のオルゴール（2003年）
- 僕だけのマドンナ（2003年）
- ハコイリムスメ!（2003年、関西テレビ放送）
- 乱歩R（2004年、よみうりテレビ）
- 愛し君へ（2004年）
- めだか（2004年）
- 東京フレンズ（2005年、エイベックス・エンタテインメント）
- 恋におちたら〜僕の成功の秘密〜（2005年）
- スローダンス（2005年）
- 女の一代記シリーズ（2005年）
  - 瀬戸内寂聴・出家とは生きながら死ぬこと
  - 越路吹雪・愛の生涯〜この命燃えつきるまで歌う〜
- 小早川伸木の恋（2006年）
- 不信のとき〜ウーマン・ウォーズ〜（2006年）
- 拝啓、父上様（2007年）
- 太郎と次郎〜反省ザルとボクの夢〜（2007年）
- 花嫁とパパ（2007年）
- 暴れん坊ママ（2007年）
- 鹿男あをによし（2008年）
- シバトラ〜童顔刑事・柴田竹虎〜（2008年）
- メイちゃんの執事（2009年）
- 婚カツ!（2009年）
- 隠蔽指令（2009年、WOWOW）
- インディゴの夜（2010年、東海テレビ）
- 最後の約束（2010年）
- さくら心中（2011年、東海テレビ）
- スクール!!（2011年）
- プロポーズ兄弟〜生まれ順別 男が結婚する方法〜（2011年）
- それでも、生きてゆく（2011年）
- もう誘拐なんてしない（2012年）
- PRICELESS〜あるわけねぇだろ、んなもん!〜（2012年）

#### 定年後（フリー）
- 白衣のなみだ（2013年、東海テレビ）
- 潔子爛漫〜きよこらんまん〜（2013年、東海テレビ）
- よろず占い処 陰陽屋へようこそ（2013年、関西テレビ）
- 花咲舞が黙ってない（2014年,2015年、日本テレビ）
- 森光子を生きた女〜日本一愛されたお母さんは、日本一寂しい女だった〜（2014年）
- 花咲くあした（2014年、NHK）
- シンデレラデート（2014年、東海テレビ）
- 天使のナイフ（2015年、WOWOW）
- プラチナエイジ（2015年、東海テレビ）
- 明日もきっと、おいしいご飯〜銀のスプーン〜（2015年、東海テレビ）
- 偽装の夫婦（2015年、日本テレビ）
- 別れたら好きな人（2015年、東海テレビ）
- お迎えデス。（2016年、日本テレビ）
- 一の悲劇（2016年）
- ヒポクラテスの誓い（2017年、WOWOW）
- 東京タラレバ娘（2017年、日本テレビ）
- やすらぎの郷（2017年、テレビ朝日）
- 過保護のカホコ（2017年、日本テレビ）
- トットちゃん!（2017年、テレビ朝日）
- 天才を育てた女房（2018年、読売テレビ）
- 偽装不倫（2019年、日本テレビ）
- 未満警察 ミッドナイトランナー（2020年、日本テレビ）

### 映画
- ナースのお仕事 ザ・ムービー（2003年）
- 感染（2004年）
- キサラギ（2007年）
- HERO（2007年）
- 守護天使（2009年）
- プリンセス トヨトミ（2011年）
- HERO（2015年）
- おとなの事情 スマホをのぞいたら（2021年）

### 舞台
- 羅生門（2003年）